# (175046) Corporon
(175046) Corporon est un astéroïde de la ceinture principale.

## Description
(175046) Corporon est un astéroïde de la ceinture principale. Il fut découvert le 27 mars 2004 à l'observatoire de Saint-Sulpice par Bernard Christophe. Il présente une orbite caractérisée par un demi-grand axe de 2,63 UA, une excentricité de 0,13 et une inclinaison de 10,9° par rapport à l'écliptique.

## Compléments